# Бауманн, Георг
Георг Бауманн (эст. Georg Baumann, также известен как Георгий Иванович Бауман; 1 сентября 1892 года, Санкт-Петербург, Российская империя — до 19 февраля 1934, Шанхай, Китай) — российский борец эстонского происхождения, выступавший в греко-римском стиле. Первый российский чемпион мира по борьбе среди любителей.

## Биография, карьера
Первые профессиональные выступления спортсмена состоялись в Санкт-Петербурге. В 1912 году принимал участие в летних Олимпийских играх в Стокгольме, где выступал от Российской империи в качестве борца в категории 67,5 кг (лёгкий вес). Призового места не занял. Выбыл во втором раунде соревнований проиграв обе свои схватки.
По свидетельству Людвига Чаплинского, судившего соревнования борцов на Олимпиаде, при предварительном взвешивании борцов вес Баумана, планировшего выступать в наилегчайшей категории (до 60 кг), на фунт превысил необходимый вес, и он был вынужден выступать в более тяжелой категории.
В 1913 г. Бауман был награждён призом за исключительную технику, показанную им в соревнованиях на первенство Европы, которое он не смог закончить из-за повреждения руки.
Стал обладателем золотой медали чемпионата мира по борьбе 1913 года в Бреслау.
В 1913 году стал чемпионом Первой российской олимпиады в лёгком весе. Годом спустя не сумел защитить завоёванный титул проиграв в финале лёгкой весовой категории борцовского турнира Второй российской олимпиады петербуржцу Захарову.
В 1914 году был признан лучшим борцом легкого веса Прибалтики.
В 1915 году стал чемпионом России в полутяжёлом весе.
Выступал за петербургский спортивный клуб "Санитас".
В годы Первой мировой войны поручик русской армии, военный летчик (окончил Гатчинскую школу), полный георгиевский кавалер.
В годы Гражданской войны в составе труппы Ивана Заикина гастролировал по городам Дальнего Востока России. После установления Советской власти на Дальнем Востоке в 1922 году перебрался в Харбин, где присоединился к цирковой труппе Алексея Кельцева. Как спортсмен продолжил свои выступления в 1924 и 1926 годах.
Скончался в 1933 году в Шанхае, оставив после себя жену и дочь.